# Turning Point (2008)
Pour les articles homonymes, voir Turning Point.
L’édition 2008 de Turning Point est une manifestation de catch (lutte professionnelle) télédiffusée et visible uniquement en paiement à la séance. L'événement, produit par la Total Nonstop Action Wrestling (TNA), a eu lieu le 9 novembre 2008 dans l'Impact! Zone à Orlando en Floride. Il s'agit de la cinquième édition de Turning Point mais le premier qui est au mois de novembre. Mick Foley est la vedette de l'affiche officielle.
Huit matchs, dont trois mettant en jeu les titres de la fédération, ont été programmés. Chacun d'entre eux est déterminé par des storylines rédigées par les scénaristes de la TNA ; soit par des rivalités survenues avant le pay-per-view, soit par des matchs de qualification en cas de rencontre pour un championnat. L'événement a mis en vedette les catcheurs des divisions Impact Wrestling et Xplosion, créées en 2002 pendant l'année de création de la Total Nonstop Action Wrestling.
Le main event de la soirée est un match simple pour le championnat du monde poids lourds de la TNA. Sting, le champion en titre, remporte le match face au challenger A.J. Styles. Un autre sur la même stipulation que le main event entre Kevin Nash et Samoa Joe. Ce match se finit par une victoire de Kevin Nash. Un peu plus tôt dans la soirée, un match entre Kurt Angle et Abyss dans un Falls Count Anywhere match. La rencontre se termine par la victoire de Kurt Angle. Enfin, Booker T affronte Christian Cage pour la première défense du Championnat de Légende de la TNA. Booker T gagne le match et conserve son titre.
1 100 personnes ont réservé leur place pour assister au spectacle, tandis que 30 000 personnes ont suivi la rencontre par pay-per-view.

## Contexte
Les spectacles de la Total Nonstop Action Wrestling en paiement à la séance sont constitués de matchs aux résultats prédéterminés par les scénaristes de la TNA. Ces rencontres sont justifiées par des storylines - une rivalité avec un catcheur, la plupart du temps - ou par des qualifications survenues dans les émissions de la TNA telles que Impact Wrestling et Xplosion. Tous les catcheurs possèdent un gimmick, c'est-à-dire qu'ils incarnent un personnage face (gentil) ou heel (méchant), qui évolue au fil des rencontres. Un pay-per-view comme Turning Point est donc un évènement tournant pour les différentes storylines en cours.

## Tableau des résultats
| #                                                                | Match | Stipulation                                                         | Durée |
| ---------------------------------------------------------------- | --- | ------------------------------------------------------------------- | ----- |
| 1                                                                | Eric Young bat Consequences Creed, Doug Williams, Homicide, Jay Lethal, Jimmy Raveet, Petey Williams, Sonjay Dutt, Tanahashi et Volador. | Ten-Man X Division Elimination Rankings match.                      | 17:00 |
| 2                                                                | Roxxi et Taylor Wilde battent Awesome Kong et Raisha Saeed (avec Rhaka Khan).                                                            | Match par équipe.                                                   | 8:00  |
| 3                                                                | Rhino bat Sheik Abdul Bashir. | Match simple.                                                       | 9:00  |
| 4                                                                | Beer Money, Inc. (James Storm et Robert Roode) (avec Jacqueline) (c) battent The Motor City Machine Guns (Alex Shelley et Chris Sabin).  | Match par équipe pour le championnat du monde par équipe de la TNA. | 17:00 |
| 5                                                                | Booker T (avec Sharmell) (c) bat Christian Cage.                                                                                         | Match simple pour le championnat de Légende de la TNA.              | 11:00 |
| 6                                                                | Kurt Angle bat Abyss. | Falls Count Anywhere match.                                         | 17:00 |
| 7                                                                | Kevin Nash bat Samoa Joe. | Match simple.                                                       | 12:00 |
| 7                                                                | Sting (c) bat A.J. Styles. | Match simple pour le championnat du monde poids lourds de la TNA.   | 15:00 |
| (c) désigne le(s) champion(s) défendant son titre dans le match. | |                                                                     |       |